# Louis Vasile Pușcaș
Louis Vasile Pușcaș (* 13. September 1915 in Aurora, Illinois; † 3. Oktober 2009 ebenda) war Bischof der Eparchie Saint George’s in Canton der mit Rom unierten rumänischen griechisch-katholischen Kirche in den USA.

## Leben
Louis Vasile Pușcaș wurde als Sohn rumänischer Immigranten im Norden des US-Bundesstaats Illinois geboren. Seine Priesterausbildung durchlief er am Seminar von Oradea in Rumänien, in Rom am päpstlichen Kolleg „de Propaganda Fide“ und am Päpstlichen Rumänischen Kolleg sowie am Benediktinerseminar in Lisle (Illinois). Er empfing am 14. Mai 1942 in der St. John the Baptist Cathedral in Munhall (Pennsylvania) bei Pittsburgh von Bischof Basil Takacs (Apostolischer Exarch der Ruthenischen griechisch-katholischen Kirche in den USA) die Priesterweihe. Nach einigen Jahren als Pfarrer rumänischer Gemeinden des byzantinischen Ritus im westlichen Pennsylvania war er von 1960 bis 1965 Studiendekan und Sportdirektor des katholischen Gannon College in Erie (Pennsylvania).
Anschließend wechselte er aus dem Bistum Erie ins Bistum Rockford und wurde Gemeindepfarrer der St. George Byzantine Catholic Church in seiner Geburtsstadt Aurora (Illinois). Die griechisch-katholischen Gemeinden rumänischen Ursprungs in den USA unterstanden damals noch den jeweils territorial zuständigen Diözesen der lateinischen Kirche. Dies änderte sich 1982, als Papst Johannes Paul II. Pușcaș zum Apostolischen Exarchen der rumänischen Katholiken des byzantinischen Ritus in den USA bestellte. Zugleich ernannte er ihn zum Titularbischof von Leuce. Die Bischofsweihe spendete ihm am 26. Juni 1983 in der St. John the Baptist Church in Detroit der aus Rumänien stammende Bischof Traian Crișan, Sekretär der Kongregation für die Selig- und Heiligsprechungsprozesse; Mitkonsekratoren waren Emil John Mihalik, ruthenisch-katholischer Bischof der Eparchie Parma, und Michael Joseph Dudick, Bischof der Eparchie Passaic. 
Mit der Erhebung des Apostolischen Exarchats zur Eparchie erfolgte 1987 die Ernennung zum ersten Bischof von Saint George’s in Canton mit Sitz in Canton (Ohio), die als exemtes Bistum unmittelbar dem Heiligen Stuhl untersteht. 1993 wurde seinem altersbedingten Rücktrittsgesuch stattgegeben. Zu seinem Nachfolger wurde Ion Mihai Botean bestimmt, den Pușcaș zehn Jahre zuvor selbst zum Priester geweiht hatte. Der emeritierte Bischof starb im Alter von 94 Jahren und wurde auf dem Saint Michael Cemetery in seiner Geburtsstadt Aurora bestattet.